# Micah Campbell
Micah Campbell (* 2007) ist ein grenadischer Leichtathlet, der sich auf den Weitsprung spezialisiert hat.

## Sportliche Laufbahn
Erste internationale Erfahrungen sammelte Micah Campbell bei den CARIFTA Games 2024 in St. George’s, bei denen er mit 6,75 m den sechsten Platz im Weitsprung belegte.
2024 wurde Toussaint grenadischer Meister im Weitsprung.